# انتحال عنوان التحكم بالنفاذ للوسط
انتحال عنوان التحكّم بالنفاذ للوسط (بالإنجليزية: MAC Spoofing)‏ هي طريقة أو تقنيّة لتغيير عنوان التحكم بالنفاذ للوسط المُعيّن من قِبل المصنع لواجهة شبكة على جهازٍ ما. تسمحُ العديد من برامج التشغيل بتغيير عنوان التحكم بالنفاذ للوسط؛ كما أنّ هناك أدوات تسمحُ للمستخدمِ بتغيير هذا العنوان إلى أيّ عنوانٍ آخر يُريده هو دون مواجهة أيّ مشاكل في نظام الشتغيل. بشكلٍ أساسي؛ يستلزمُ انتحال عنوان التحكم بالنفاذ للوسط تغيير «هوية الكمبيوتر» لأي سبب؛ وهو أمر سهل نسبيًا.

## التحفيز
قد يسمح تغيير عنوان التحكم بالنفاذ للوسط بتجاوز قوائم التحكم في الوصول على الخوادم أو أجهزة التوجيه (الراوتر) إمّا عن طريق إخفاء جهاز الكمبيوتر على الشبكة أو السماح له بانتحال شخصية جهاز كمبيوتر آخر. يتمّ انتحال عنوان التحكم بالنفاذ للوسط لأغراض مشروعة وغير مشروعة على حد سواء.

### مزودي خدمات الإنترنت
يقوم العديد من مزودي خدمة الإنترنت بتسجيل عنوان التحكم بالنفاذ للوسط الخاص بالعميل للحصول على معلومات حول الفواتير والخدمات. نظرًا لأن عناوين التحكم بالنفاذ للوسط فريدة ومشفرة على بطاقات الشبكة، فعندما يُريد العميل تغيير عنوان التحكم بالنفاذ للوسط سيكتشف مزود خدمة الإنترنت ذلك لكنّه لن يستطيع منعهُ في أيّ حالٍ من الأحوال. تُستخدم هذه التقنيّة في عديد المجالات بما في ذلك خداع شركات الاتصال عبر تغيير عنوان التحكم بالنفاذ للوسط لعنوانٍ آخر من أجلِ الوصول إلى الإنترنت من عنواين أو أجهزة متعددة. على الرغم من أن هذا يبدو كحالة شرعية؛ إلا أنه يمكن اعتبار انتحال عنوان التحكم بالنفاذ للوسط أمرٌ غير قانوني خاصّة إذا ما كانت اتفاقية العميل مع مزوّد الخدمة تمنعُ المستخدم من توصيل أكثر من جهاز بخدمتهم. علاوة على ذلك؛ فإن العميل ليس هو الشخص الوحيد الذي يمكنه تغيير عنوان التحكم بالنفاذ للوسط خاصته للوصول إلى الإنترنت؛ بل يُمكن للقراصنة الوصول غير المصرح به إلى مزود خدمة الإنترنت عبر نفس التقنية. يسمحُ هذا للمتسللين بالوصول إلى خدمات غير مصرح بها؛ وسيكون من الصعب التعرف على المتسلل على اعتبار أنّه يستخدم هوية العميل. يعتبر هذا الإجراء استخدامًا غير شرعي؛ ومع ذلك فمن الصعب تعقب المتسللين.

### متطلبات البرامج
لا يمكن تثبيت بعض البرامج وتشغيلها إلا على أنظمة بها عناوين التحكم بالنفاذ للوسط محددة مسبقًا كما هو موضح في اتفاقية ترخيص المستخدم النهائي للبرنامج؛ ويتعيّن على المستخدمين الامتثال لهذا المطلب من أجل الوصول إلى البرنامج. في حالةِ ما كان هناك خللٌ في الجهاز أو إذا كانت هناك مشكلة في عنوان التحكم بالنفاذ للوسط فلن يتعرّف البرنامج على الجهاز الجديد؛ ومع ذلك يُمكن حل هذه المشكلة باستخدام انتحال عنوان التحكم بالنفاذ للوسط حيث يتعيّن على المستخدم استعمال عنوان تحكم بالنفاذ للوسط مقبول من البرنامج لا غير.

### إخفاء الهوية
في حالةِ ما اختار المستخدم تزوير عنوان التحكم بالنفاذ للوسط الخاص به لحماية خصوصيته؛ فهذا يسمى «إخفاءً للهوية». قد يرغب المرء على سبيلِ المثال لا الحصر في القيام بذلك لأنه على اتصالٍ بشبكة واي فاي لا يتمّ فيها تشفيرُ عنوان التحكم بالنفاذ للوسط أو إذا ما كانت طريقةُ التشفير غير آمنة بحيثُ لا تمنع شبكات الواي فاي من إرسال عناوين التحكم بالنفاذ للوسط؛ وبالتالي – ومن أجل تفادي وتجنّب التعقب – قد يختار المستخدم تغيير عنوان التحكم بالنفاذ للوسط. ومع ذلك؛ يستخدمُ المتسللون نفس الأسلوب للمناورة حول أذونات الشبكة دون الكشف عن هويتهم. في المُقابل؛ تستخدم بعض الشبكات فلترة عناوين التحكم بالنفاذ للوسط لمنع الوصول غير المرغوب فيه بينما يمكن للمتسللين استخدام انتحال عنوان التحكم بالنفاذ للوسط للوصول إلى شبكة معينة وإحداث بعض الأضرار.

### عشوائية عناوين التحكم بالنفاذ للوسط
لمنع الأطراف الثالثة من استخدام عنوان التحكم بالنفاذ للوسط لتتبع الأجهزة؛ قامت أنظمة أندرويد، لينكس، آي أو إس وويندوز باتخاذ إجراءات إضافية لحماية العميل. بحلول حزيران/يونيو 2014؛ أعلنت شركة آبل أن الإصدارات المستقبلية من نظام آي أوس الخاص بها ستعمل على توزيع عناوين التحكم بالنفاذ للوسط على جميع اتصالات واي فاي بشكل عشوائي؛ أمّا نواة لينكس فهي تدعمُ هذا التوزيع العشوائي منذ آذار/مارس 2015، ولكن يلزم تحديث برامج التشغيل لاستخدام هذه الميزة. بينما بدأت ويندوز بدعمهِ منذ تمّوز/يوليو 2015 كما دعمتهُ بشكلٍ كاملٍ في إصدار ويندوز 10.

## الجدل
على الرغم من أن انتحال عناوين التحكّم بالنفاذ للوسط أمرٌ غير قانوني؛ إلا أن الموضوع أثار الجدل في بعض الحالات. في لائحة الاتهام التي صدرت عام 2012 ضدّ آرون سوارتز الذي اتُهم بالوصول غير القانوني إلى الملفات من مكتبة جايستور الرقمية؛ ادعى المدعون أنه نظرًا لأن آرون استعمل تقنيّة انتحال عنوان التحكّم بالنفاذ للوسط فقد أظهر نيةً هادفة لارتكاب أعمال إجرامية. في حزيران/يونيو 2014؛ أعلنت شركة آبل أن الإصدارات المستقبلية من نظام آي أو إس الخاص بها ستعملٌ على اختيار عناوين التحكم بالنفاذ للوسط لجميع اتصالات واي فاي بشكل عشوائي مما يجعل من الصعب على مزودي خدمة الإنترنت تتبع أنشطة المستخدم وهوياته؛ الأمر الذي أعاد إحياء الحجج الأخلاقية والقانونية المحيطة بممارسة انتحال عنوان التحكّم بالنفاذ للوسط بين العديد من المدونات والصحف.